# Вэник, Чарльз Альберт
Чарльз Альберт Вэник (7 апреля 1913 — 30 августа 2007) — американский политик и законодатель. Член Демократической партии от штата Огайо. В 1955—1981 годах был членом Палаты представителей США.

## Биография
Чарльз Вэник получил высшее юридическое образование в родном Кливленде. После службы в Кливлендском городском совете (1938—1939) и в Сенате штата Огайо (1940—1942), поступил на службу в ВМС США.
Служил на Атлантическом и Тихоокеанском театрах военных действий.
После войны Чарльз Вэник был назначен городским судьёй и проработал на своём посту с 1946 по 1954 год. В 1954 году был избран в Палату представителей США от 21-го избирательного округа (Ист-Сайд Кливленда).
В 1974 году совместно с Генри Джексоном поддержал принятие «поправки Джексона-Вэника», которая ограничивала торговые связи с некоторыми странами, в том числе и с СССР.
В 1982 году Вэник баллотировался от Демократической партии на пост вице-губернатора штата Огайо, вместе с генеральным прокурором штата Огайо Уильямом Дж. Брауном, который баллотировался на пост губернатора.

## Поправка Джексона — Вэника
В 1974 году Вэник стал (совместно с сенатором Генри Джексоном) соавтором «поправки Джексона — Вэника», а также активно лоббировал эту поправку. Поводом к её выдвижению стала политика СССР, препятствующая выезду советских евреев.
Поправка запрещала предоставлять режим наибольшего благоприятствования в торговле, государственные кредиты и кредитные гарантии странам, которые нарушают или серьёзно ограничивают права своих граждан на эмиграцию, а также другие права человека. Поправкой также предусматривалось применение в отношении товаров, импортируемых в США из стран с нерыночной экономикой, дискриминационных тарифов и сборов.

## Смерть
Вэник умер во сне 30 августа 2007 года в своем доме в Джупитере, штат Флорида, в возрасте 94 лет. Он оставил после себя жену Бетти, одного сына, дочь и двух внуков.